# サオハイ郡
座標: 北緯14度33分1秒 東経100度51分27秒 / 北緯14.55028度 東経100.85750度
サオハイ郡（サオハイぐん、タイ語: อำเภอเสาไห้）はタイ中部・サラブリー県にある郡（アムプー）である。

## 名前
サオハイとは「泣く柱」という意味である。これには逸話がある。昔、バンコクをラーマ1世が建設した際、街の支柱（ラックムアン）を建てることになった。そこでラーマ1世は国中からラックムアンにふさわしい柱を集めるよう命令を出した、当時サラブリーと呼ばれていたこの地からは、ラックムアンにふさわしいタキアンの木 (ต้นตะเคียน, Hopea odorata などのホペア属の木) が送られた。しかし、すでにバンコクにはラックムアンが建ったあとで、結局このタキアンの木はラックムアンに採用されなかった。ちなみに、タキアンの木は成長するとナーン・タキアン (นางตะเคียน) と呼ばれる女性の霊が宿ると信じられているが、このタキエンの木に宿るナーン・タキアンはバンコクのラックムアンに採用されなかったことを悲しんでチャオプラヤー川を遡航し、パーサック川をさかのぼって、現在の郡庁の近辺まで着くと女の声で鳴き始めた。このため、この一帯はサーオローンハイ (สาวร้องไห้) つまり「泣く少女」と呼ばれるようになった。その後、「サーオ（少女）」と「サオ（柱）」を掛けて、さらに、泣くという意味の「ローンハイ」が「ハイ」に省略され「サオハイ」と呼ばれることになった。

## 歴史
1549年チャクラパット王が軍事目的で、ロッブリーの管轄下にあった領地の一部と、ナコーンナーヨックの管轄下にあった領地の一部を合わせて、サラブリーを建設したとされるが、確かな起源は不明である。とにかく、サラブリーはタムボン・サーラーリーラーオ（現在のタムボン・ムアンカオ）にあった。
1890年、時の国主であったプラヤー・サラブリー (リエン) が死ぬと、チャーレンという人物が国主の代わりを務めるがこのとき、サラブリーをタムボン・サーラーリーラーオから、タムボン・サオハイに移転、その後、プラヤー・サラブリー (キー) は再びサラブリーをタムボン・サーラーリーラーオに移転するが、この国主が死ぬと跡を継いだプラヤー・サラブリー (チューイ) によって再びサラブリーがタムボン・サオハイに移転した。
1894年サオハイ郡がプラ・ラーチャワリンによって成立、郡庁はタムボン・サーラーリーラーオにおかれたその後、1986年、サラブリーがタムボン・サオハイから現在のサラブリー市・タムボン・パークプリアオに移転し、サラブリー県の中心は移転した。
また、時を同じくしてサオハイ郡の郡長所在地は、タムボン・スワンドークマーイに移転した。その3年後郡庁は再びタムボン・サオハイに移転。1924年にはサオハイ生鮮市場の持ち主が12,800m2の土地を寄進し、そこへ郡庁が建てられた。

## 地理
パーサック川の形成した平地にある。

## 経済
主要な産業は農業で、コメが主要な産物である。

## 行政区分
郡は12の町（タムボン）に分かれ、さらにその下位に103の村（ムーバーン）がある。郡内には自治体が（テーサバーン）が3つあり以下のようになっている。
- テーサバーンタムボン（タムボン自治体）・サオハイ・・・タムボン・サオハイの一部
- テーサバーンタムボン・バーンヤーン・・・タムボン・バーンヤーンの一部
- テーサバーンタムボン・スワンドークマーイ・・・タムボン・スワンドークマーイの全体

また、郡内には12のタムボン行政体（オンカーンボーリハーンスワンタムボン）がある。
1. タムボン・サオハイ・・・ตำบลเสาไห้
2. タムボン・バーンヤーン・・・ตำบลบ้านยาง
3. タムボン・フワプルワック・・・ตำบลหัวปลวก
4. タムボン・ギウガーム・・・ตำบลงิ้วงาม
5. タムボン・サーラーリータイ・・・ตำบลศาลารีไทย
6. タムボン・トンターン・・・ตำบลต้นตาล
7. タムボン・ターチャーン・・・ตำบลท่าช้าง
8. タムボン・プラヤートット・・・ตำบลพระยาทด
9. タムボン・ムワンガーム・・・ตำบลม่วงงาม
10. タムボン・ルーンラーン・・・ตำบลเริงราง
11. タムボン・ムアンカオ・・・ตำบลเมืองเก่า
12. タムボン・スワンドークマーイ・・・ตำบลสวนดอกไม้